# Association sportive féminine de Tunis
 (février 2021).
Si vous disposez d'ouvrages ou d'articles de référence ou si vous connaissez des sites web de qualité traitant du thème abordé ici, merci de compléter l'article en donnant les références utiles à sa vérifiabilité et en les liant à la section « Notes et références ».
L'Association sportive féminine de Tunis (ASFT) est un club omnisports tunisien fondé en 1956 et membre des fédérations nationales de basket-ball, de handball, de volley-ball, d'escrime et de karaté. Contrairement à ce que son nom pourrait laisser croire, ce club est mixte.
La création du club accompagne les différentes actions qui visent à asseoir le Code du statut personnel instauré au lendemain de l'indépendance de la Tunisie (1956) et qui offre un cadre juridique pour l'émancipation de la femme. Le club accueille dès sa création un grand nombre de volleyeuses, handballeuses et basketteuses.
En 2009, lors d'une journée olympique, le club remporte toutes les coupes d'une compétition d'escrime à Nabeul.
En 2012, la présidente du club est Hayet Ben Ghazi.
De nos jours, l'ASFT continue à encadrer des filles dans l'exercice de divers sports. En offrant un environnement essentiellement féminin (joueuses, dirigeantes, etc.), elle rassure les parents et facilite l'accès des filles au sport.
La section de basket-ball abrite près de 200 joueuses réparties en quatre catégories — benjamines, minimes, cadettes et juniors — qui forment cinq équipes appartenant à la ligue de Tunis. En dépit de ses maigres ressources, ces équipes ont pu obtenir des résultats : demi-finalistes du championnat pour les benjamines, finalistes du championnat national pour les benjamines B, finalistes du championnat national pour les minimes et coupe de la Ligue pour les cadettes.
Les entraînements se déroulent tous les jours de la semaine sur les deux sites du club, sur l'avenue Habib-Bourguiba et à Bab Laassal.

## Palmarès
- Championnat de Tunisie féminin de basket-ball (5) : 
  - Vainqueur : 1963, 1964, 1965, 1968, 1970
- Coupe de Tunisie féminine de basket-ball (2) :
  - Vainqueur : 1972, 1976
- Coupe de Tunisie féminine de handball (1) :
  - Vainqueur : 1977

## Basketteuses
- Khouloud Cherif
- Ghofrane Dhawedi
- Marwa Hajri
- Mariem Saïdi

## Escrimeuses
- Amine Akkari
- Amira Ben Chaabane
- Iheb Ben Chaaben
- Hela Besbes